# 小果齿果草
小果齿果草（学名：Salomonia cantoniensis var. edentula）为远志科齿果草属下的一个变种。